# Circuswereld
Circuswereld (originele titel: Showboat World), ook bekend als Spelevaren op Grote planeet, is een boek in het fantasygenre van Jack Vance. Oorspronkelijke titel Showboat World, 1975. In het Nederlands verschenen in een vertaling van Pon Ruiter in 1976. Het speelt zich af op dezelfde wereld als het verhaal Grote planeet

## Het verhaal
Aan de benedenloop van de Vissel, een lange rivier die door een immens laagland meandert, wordt het vertier in de havenplaatsen verzorgd door schepen zoals Fironzella’s Gouden Waan, Miraldra’s Betovering, Pamellissa en Het Welluidende Uur, die toneel- en muziekuitvoeringen brengen. De twee eerstgenoemden worden als de beste beschouwd en hun bootmeesters, respectievelijk Garth Ashgale en Apollon Zamp zijn geduchte concurrenten; zij schuwen geen enkele activiteit om elkander dwars te zitten. Ashgale specialiseert zich in tragische drama’s als Emphyrio, terwijl Zamp de voorkeur geeft aan levendiger voorstellingen.
Op zekere dag hoort Zamp over een prijs die koning Waldemar, van het ver naar het noorden gelegen Mornune, uitlooft voor het circusschip dat de fraaiste voorstelling brengt. Hij hoort dan tevens dat Ashgale dit nieuws opzettelijk voor Zamp verborgen hield. Zamp is hierover zodanig verbolgen dat hij in stilte een zekere technische handeling onder water laat uitvoeren waardoor Ashgales Fironzella’s Gouden Waan tijdens een theatervoorstelling water maakt en zinkt.
Berooid verkoopt Ashgale een misdadiger aan Zamp, omdat hij die nu niet meer als toneelhulpstuk nodig heeft. Tevens monstert een mysterieuze dame, Blanche Aster Wittendore, op Miraldra’s Betovering aan, die door Zamp om amoureuze redenen hoffelijk wordt behandeld. Zij wenst ook het koninkrijk Mornune te bezoeken.
Dan vangt de tocht stroomopwaarts aan. Soms zeilend met gunstige wind, soms door ossen die via een kaapstander een hekwiel aandrijven. Diverse havenplaatsen worden aangedaan om theatervoorstellingen te geven zoals Port Whant, waarvan de bewoners bekendstaan om hun opvliegendheid. Na kennismaking met de nederzetting treft men echter een terneergeslagen bevolking, naar verluidt vanwege de verdwijning van de lokale heerser Lop Loiqua. Het stuk Evulsifer wordt opgevoerd, eindigend met de terechtstelling van Evulsifer zelf, waarvoor de onlangs aangeschafte crimineel wordt benut. Het afgehakte hoofd rolt per ongeluk tussen het ontzette publiek, dat nu in het hoofd hun verdwenen heerser herkent. Er breekt een oproer uit waarbij uiteindelijk Miraldra’s Betovering verloren gaat.
Zamp is echter een vindingrijk man, en vrouwe Blanche Aster zet haar manipulatieve vaardigheden in om conservator Throdorus Gassoons museumschip te charteren voor het vervolg van de tocht naar Mornune. Na vele verwikkelingen, en na het enigszins opleuken en instuderen van het klassieke Aardse stuk Macbeth wordt uiteindelijk met zes andere schepen aan de wedstrijd van koning Waldemar deelgenomen. Hierbij blijkt Blanche Aster nog andere plannen te hebben dan slechts de overtocht naar Mornune. Een en ander loopt voor Zamp, zowel als voor zakenpartner Gassoon, niet slecht af.

## Achtergronden bij het verhaal
Dit verhaal is het tweede Vance-verhaal dat zich afspeelt op Grote planeet, een wereld met een diameter van 40.000 km, waarvan de zwaartekracht, ondanks de planeetomvang, slechts iets hoger is dan die van de aarde. Metaalerts en metaal is schaars, wat een beperking oplegt aan de lokale culturen van de bewoners. Grote planeet ligt buiten de jurisdictie van de Aarde en is daardoor bevolkt geraakt door groepen die om uiteenlopende redenen de aarde wensten te verlaten: non-conformisten, anarchisten, misantropen, sectariers, zonderlingen, et cetera.